# Quad Cinema

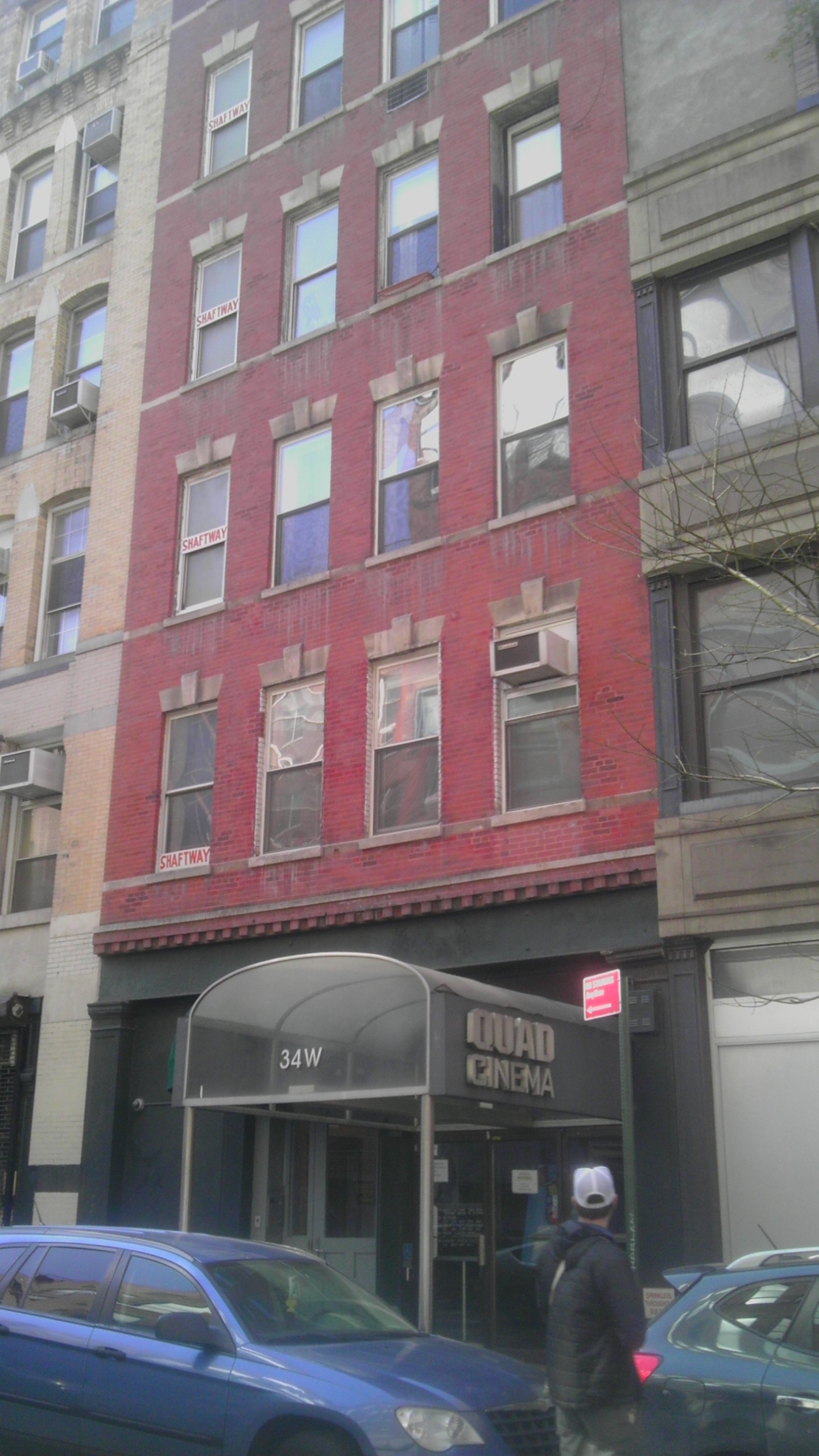
Le Quad Cinema (en 2014).

Le Quad Cinema est une salle de cinéma d'art et d'essai de New York, située à Greenwich Village.

## Historique
Ouverte par l'entrepreneur Maurice Kanbar (en), avec son jeune frère Elliott, en octobre 1972, le Quad Cinema est la première salle de cinéma à quatre écrans de New York.
Le complexe ferme en mai 2015 pour être rénové, et ré-ouvre en 2017.